# Messier 106
Messier 106 (M106 o NGC 4258) és una galàxia espiral situada en la constel·lació dels Llebrers. Va ser descoberta per Pierre Méchain el 1781; però, igual que M105, Charles Messier no la va incloure en el seu catàleg a l'època. Va ser Helen Sawyer Hogg qui la va introduir en la versió moderna del catàleg el 1947, després de trobar una carta de Méchain en què comentava el descobriment.
M106 està situada a una distància de 21 a 25 milions d'anys llum del sistema solar, del qual s'allunya a una velocitat de 537 km/s. Té un diàmetre d'uns 30.000 anys llum. Es tracta d'una galàxia de tipus Sbp en la seqüència de Hubble; presenta uns braços espirals ben visibles, delimitats per regions d'intensa activitat de naixement d'estrelles, on es poden observar nombroses estrelles blaves molt joves i calentes, i núvols de gas ionitzat o regions HII de color vermell.
M106 és una galàxia de Seyfert II, cosa que significa que possiblement part de la galàxia estigui caient en un forat negre supermassiu a causa de les emissions força inusuals de raigs X i línies espectrals detectades.
M106 podria tenir com a galàxia companya la galàxia NGC 4217.